# Jessé de Lima
Jessé Farias de Lima (né le 16 février 1981 à Recife, au Pernambouc) est un athlète brésilien, spécialiste du saut en hauteur.
Sa meilleure performance est de 2,32 m, à Lausanne, en septembre 2008, record du Brésil. En 2009, à Belém, il a réalisé 2,31 m.

## Résultats
| Année | Compétition                | Ville                  | Result | Extra |
| ----- | -------------------------- | ---------------------- | ------ | ----- |
| 2000  | World Junior Championships | Santiago, Chili        | 4th    |       |
| 2001  | Universiade                | Pékin, Chine           | 10th   |       |
| 2006  | World Cup                  | Athènes, Grèce         | 6th    |       |
| 2007  | World Championships        | Osaka, Japon           | 13th   |       |
| 2007  | Pan American Games         | Rio de Janeiro, Brésil | 4th    |       |